# Коммуны Камеруна
Коммуны Камеруна — 327 административных единиц Камеруна низшего (третьего) уровня. Коммуны сгруппированы в 58 департаментов, а также, начиная с 1996 года, категоризованы следующим образом:
- 2 городских общины (англ. urban communities, фр. communautés urbaines) — Дуала и Яунде;
- 9 городов со специальным статусом (англ. towns with special status, фр. communes urbaines à régime spécial) — Нконгсамба, Бафусам, Баменде, Лимбе, Эдеа, Эболова, Гаруа, Маруа и Кумба;
- 11 городских коммун (англ. urban communes, фр. communes urbaines);
- 305 сельских коммун (англ. rural communes, фр. communes rurales).